# Chloridolum shibatai
Chloridolum shibatai là một loài bọ cánh cứng trong họ Cerambycidae.